# 28860 Cappelletto
28860 Cappelletto è un asteroide della fascia principale. Scoperto nel 2000, presenta un'orbita caratterizzata da un semiasse maggiore pari a 2,6803341 UA e da un'eccentricità di 0,0484795, inclinata di 1,98486° rispetto all'eclittica.